# Gerhard Roth
Pour les articles homonymes, voir Roth.
Gerhard Roth, né le 24 juin 1942 à Graz et mort dans la même ville le 8 février 2022, est un écrivain autrichien.

## Biographie
Fils d'un médecin et d'une infirmière, il voulut tout d'abord étudier la médecine, mais se concentra très vite sur la littérature et interrompit ses études en 1967. Depuis 1973 il est écrivain à plein temps.
De 1973 à 1978 il fut membre de la Grazer Autorenversammlung (association des auteurs grazois), avant de s'installer à Hambourg en 1979.

## Récompenses
- 1976 Literaturpreis des Landes Steiermark
- 1983 Alfred-Döblin-Preis
- 1992 Literaturpreis der Stadt Wien
- 1995 Goldene Romy pour son scénario Schnellschuss
- 2002 Bruno-Kreisky-Preis für das politische Buch (pour l'ensemble de son œuvre)

## Œuvres
- Die Archive des Schweigens. Cycle romanesque en sept parties:
  - Der Stille Ozean, 1980
  - Landläufiger Tod, 1984
  - Am Abgrund, 1986
  - Der Untersuchungsrichter, 1988
  - Im tiefen Österreich, 1990
  - Die Geschichte der Dunkelheit, 1991
  - Eine Reise in das Innere von Wien, 1991
- Romans  
  - die autobiographie des albert einstein, 1972
  - Der Wille zur Krankheit, 1973
  - Der große Horizont, 1974
  - Ein neuer Morgen, 1976
  - Winterreise, 1978
  - Die schönen Bilder beim Trabrennen, 1982
  - Der See, 1995
  - Der Plan, 1998
  - Der Berg, 2000
  - Der Strom, 2002
  - Das Labyrinth, 2004
  - Das Alphabet der Zeit, 2007
- Nouvelles
  - Der Ausbruch des Weltkriegs, 1972
  - Circus Saluti, 1981
  - Das Töten des Bussards, 1982
- Théâtre
  - Lichtenberg, 1973
  - Sehnsucht, 1977
  - Dämmerung, 1978
  - Erinnerungen an die Menschheit, 1985
  - Franz Lindner und er selber, 1987
  - Fremd in Wien, 1993
- Autobiographie
  - Das Alphabet der Zeit, August 2007
- Essais
  - Über Bienen. (Allemand-japonais; avec photos de Franz Killmeyer). Folio, Wien und Bozen 1996.
  - Das doppelköpfige Österreich, 1995
  - Gsellmanns Weltmaschine (avecFranz Killmeyer)

## Œuvres traduites en français
- Voyage d'hiver [« Winterreise »], trad. d’Armand-Georges Kermisch, Paris, Éditions Robert Laffont, 1980, 213 p.  (ISBN 2-221-00462-0)
- Grand angle [« Der Grosse Horizont »], trad. de Yasmin Hoffmann et Maryvonne Litaize, Arles, France, Actes Sud, 1987, 246 p.  (ISBN 2-86869-150-1)